# قضايا المراقبة في المدن الذكية
تسعى المدن الذكية إلى تطبيق تكنولوجيات المعلومات والاتصالات (آي سي تي) من أجل تحسين كفاءة واستدامة الأماكن الحضرية مع خفض التكاليف واستهلاك الموارد. وفي سياق المراقبة، ترصد المدن الذكية المواطنين من خلال أجهزة استشعار توضع بشكل استراتيجي في جميع أنحاء المناطق الحضرية، والتي تقوم بجمع البيانات المتعلقة بالعديد من العوامل المختلفة لمعيشة المناطق الحضرية. من خلال أجهزة الاستشعار هذه، ترسل الحكومات والسلطات المحلية الأخرى البيانات وتجمعها وتحللها من أجل استنتاج المعلومات التي تخص التحديات التي تواجهها المدينة في قطاعات مثل منع الجريمة وإدارة المرور واستخدام الطاقة والحد من النفايات. يعمل هذا على تيسير التخطيط الحضري على نحو أفضل ويسمح للحكومات بتكييف خدماتها مع السكان المحليين.
جرى تطبيق هذه التكنولوجيا في عدد من المدن، منها سانتا كروز وديترويت وبرشلونة وأمستردام وستوكهولم. وقد استحدثت تكنولوجيا المدن الذكية تطبيقات عملية في مجال تحسين إنفاذ القانون على نحو فعال، وتحقيق الأداء الأمثل في خدمات النقل، وتحسين نظم البنية التحتية الأساسية، بما في ذلك توفير خدمات الحكم المحلي من خلال برامج الحكومات الإلكترونية.
أدى هذا النقل المستمر والصارخ للبيانات من مصادر متباينة إلى كيان حكومي واحد إلى إثارة مخاوف من تحول هذه النظم إلى «سجون إلكترونية» تستغل فيها الحكومات التكنولوجيات القائمة على البيانات من أجل زيادة المراقبة الفعالة لمواطنيها إلى أقصى حد. وهذا الانتقاد مستمد من عوامل تتعلق بالخصوصية، لأن تدفقات تبادل المعلومات تعمل عمودياً بين المواطنين والحكومة على نطاق يقوض مفهوم إخفاء الهوية في المناطق الحضرية.

## فرض القانون
ينشأ الاستخدام الأكثر وضوحًا لتكنولوجيا المدن الذكية لأغراض المراقبة الحكومية في مجال إنفاذ القانون، إذ يرى المنتقدون أن تراكم المعلومات الاستخباراتية من خلال استراتيجيات جمع البيانات يشكل عاملًا أساسيًا لعمل الشرطة استنادًا إلى الاستخبارات. وتشمل التكنولوجيا المتاحة في المدن الذكية تركيب دوائر تلفزيونية مغلقة على نطاق واسع (مثل لندن ودبي)، وأجهزة استشعار حركة المرور الذكية في نيويورك، وبرمجيات التنبؤ بالجريمة في سانتا كروز، كاليفورنيا. تنطوي هذه التكنولوجيا على إمكانية إدخال تحسينات كبيرة على نوع المعلومات وحجمها التي يمكن أن تعتمد عليها سلطات إنفاذ القانون عند التعامل مع الجرائم. ويبدو أن معظم تقنيات الشرطة التي استحدثت في المدن الذكية قد حولت إنفاذ القانون من «التأديب» إلى «التأمين»، مع تركيز أقل على تحديد المجرمين الأفراد من أجل تحديد التهمة، والنية في تصنيف المجموعات وإدارتها على أساس مستويات الخطورة.

### تقنيات حفظ النظام

#### حفظ النظام النشط
لهذه التكنولوجيا أثر وقائي ورادع مشترك على سائقي السيارات الذين يرتكبون مخالفات مرورية. بمراقبة سرعة المركبات، يمكن للسلطات أن تقلل من أحد عوامل الخطر الأكثر شيوعاً في حوادث المركبات. وبالمثل، يمكن للسلطات، من طريق رصد مواقع المركبات من خلال مزيج من تكنولوجيا النظام العالمي لتحديد المواقع (جي بّي إس) والكاميرا، أن تستجيب في أسرع وقت للتقليل إلى أدنى حد من حوادث المرور الكثيفة وبالتالي التقليل من احتمال وقوع حوادث. تمكن هذه التكنولوجيا أيضًا الشرطة وسلطات الطوارئ من الاستجابة الفورية للحوادث التي قد تقع. ومن شأن توسيع نطاق «السيطرة الشاملة للقانون» أن يحسن إدارة حركة المرور والكفاءة، ويحد من استهلاك الطاقة ويحسن سلامة المدنيين. هناك نقد لاستخدام تكنولوجيا المدن الذكية تقنية حفظ النظام النشط. ويقترن الرصد المستمر لموقع كل مركبة بمفهوم الإنفاذ المستمر للقانون الشبيه بمفهوم مراقبة السجن، ويطرح مستوى من الإدارة الفردية، إذ يعد المواطنين غير قادرين على الامتثال طواعية لقوانين المرور. الأمر الأكثر إثارة للجدل هو أن تتبّع النظام العالمي لتحديد المواقع (جي بي إس) ورصد الكاميرا قد يكونان مناسبين بشكل غير ملائم للسلوك الخطر الآخر (مثل قيادة السيارات في حالة سكر والإجهاد)، وهما أيضًا من العوامل الرئيسية في حوادث المرور. هناك أيضًا صعوبات في التنفيذ، لأن المركبات القديمة التي تفتقر إلى معدات النظام العالمي لتحديد المواقع لن تظهر في تدفق البيانات، ما سيقلل كثيرًا من دقة التحليلات المحتملة. وهناك أيضاً خطر التعسف في عمل حفظ النظام النشط. إن تطبيق السرعة على أساس النظام العالمي لتحديد المواقع (جي بي إس) سيبقي قيادة الفرد للسيارة فوق الحد الأقصى للسرعة لمدة 9 ثوان بريئاً، بينما يشكل تجاوز الحد لمدة 10 ثوان جريمة. ولا تأخذ هذه التدابير التعسفية في الحسبان الاختلافات في أداء السيارات وتلغي حرية التصرف من إنفاذ القانون. وباستكشاف انعدام الصلاحية التقديرية في مجالات متعددة من القانون الجنائي، مع تطبيق الإنفاذ التلقائي كقاعدة، يتضح احتمال التوصل إلى نتائج غير منصفة وعدم رضا الجمهور عن هذه التكنولوجيا، نظرًا للارتفاع النسبي لخطر عدم مساءلة الحكومات التي تستخدم هذه الأساليب.

#### حفظ النظام التنبؤي
التقنيات التنبؤية في أعمال الشرطة ليست بجديدة، لأن أوامر التفتيش تُعد مثالًا سابقًا للسلطات التي تتصرف على أساس الشك والتوقع في المجتمعات المعاصرة في سياق المدن الذكية، والشرطة التنبؤية هي استخدام تحليلات البيانات لتحديد المواقع المحتملة للجريمة في المستقبل. غالباً ما تُجمع البيانات من طريق الهواتف الذكية التي يحملها سكان المناطق الحضرية. ومن خلال الخدمات القائمة على الموقع في الهواتف الذكية، يمكن للسلطات تتبع تحركات الأفراد والتدقيق فيها. ويمكن أن يكون ذلك فعالًا بصفة خاصة في السيطرة على الحشود. وبمقارنة مختلف سرعات الأشخاص مستخدمي الهواتف الذكية داخل موقع معين، يمكن لسلطات إنفاذ القانون التأكد من كثافة الحشود. وهذا يسمح بالتعامل مع الحشود المستهدفة والتنبؤ بالمخاطر المرتبطة بالتجمهر المفرط. ومن ثم، فإن الشرطة قادرة على اتخاذ الإجراءات المناسبة (مثل بث المعلومات) من أجل الحد من خطر وقوع الإصابات الناجمة عن الحوادث (مثل حالات التظاهر الجماعي)، فضلاً عن الجرائم المتصلة بالتجمهر (مثل السرقات).
مكنت التجارب التي أجريت على «البيانات التنبؤية للشرطة» والتي تستند إلى بيانات الجريمة في سانتا كروز، كاليفورنيا، ضباط الشرطة من تحديد الوقت والمكان الأكثر احتمالًا داخل منطقة معينة لارتكاب جريمة معينة. وأتاح ذلك تسيير دوريات محددة الهدف تراجعت فيها حوادث السطو بنسبة 4 في المئة وسُجِّل 13 اعتقالًا إضافيًا خلال الأشهر الستة الأولى. غير أن هذه الأرقام أولية ولا تشمل الجرائم غير المبلغ عنها أو الجرائم التي جرى منعها من خلال زيادة وجود الشرطة. على الرغم من ذلك، تنشأ أيضاً خلافات غير قانونية حول التمييز السلبي الذي قد تولده برامج الشرطة التنبؤية. في نيويورك، أُوقف برنامج إيقاف وتفتيش قائم على البيانات بعد أن وجدت محكمة محلية في الولايات المتحدة أن البرنامج يشكل تنميطاً عنصرياً. وكان قرابة 83 في المئة من الأشخاص الموقوفين بموجب البرنامج أشخاصاً ذوي بشرة غير بيضاء. وقد أُخفي هذا التمييز من خلال الضوضاء الناتجة عن تحليل البيانات على نطاق واسع، ما دفع بعض الأكاديميين إلى القول إن عدد العوامل في بيانات الشرطة التنبؤية قد تؤدي إلى تضارب البيانات وإلى تحيز العينات. اعترفت المحكمة الأوروبية لحقوق الإنسان أيضاً بالاستهداف غير المتناسب لسلطات البحث ضد أصحاب البشرة غير البيضاء في المملكة المتحدة، مبرزة مخاطر تكنولوجيا المدينة الذكية في التنبؤ بأعمال الشرطة.

## المراقبة الجماعية
يرتبط مفهوم المدن الذكية ارتباطاً أصيلاً بالمراقبة الجماعية. وتعتمد الفوائد المستمدة من تكنولوجيا المدن الذكية على التدفق المستمر للبيانات الذي تلتقطه وتجمّعه أجهزة الاستشعار والكاميرات وتطبيقات التعقّب. غير أن استمرار المراقبة هذه يثير عدداً من المسائل المتعلقة بالخصوصية. وتعمل المراقبة الجماعية من خلال البيانات الضخمة بطريقة تحد من إغفال الهوية في المناطق الحضرية، نظراً لاتساع نطاق المعلومات والاستخدامات المحتملة التي يمكن استقراؤها عندما يجري تحليل تيارات متعددة من البيانات معاً بواسطة كيان حكومي واحد. ويقول المدافعون عن المدن الذكية (مثل فينت سيرف) إن هذا يشبه مستوى الخصوصية الذي نعيشه في البلدات الصغيرة. وعلى النقيض من ذلك، يؤكد المنتقدون أن تبادل المعلومات في المدن الذكية تحول من تدفق المعلومات الأفقي بين المواطنين إلى عملية رأسية أحادية الجانب بين المواطن والحكومة، الأمر الذي يعكس المخاوف بشأن كافة أشكال المراقبة الجماعية.

### الخصوصية والاستقلالية
يثير تطبيع جمع البيانات الضخمة وتجميعها من جانب الحكومات مسائل تتعلق بالخصوصية والاستقلال الذاتي. ويتعلق قدر كبير من القلق بإزعاج المواطنين وعدم قدرتهم على اختيار التكنولوجيات الجديدة التي تشكل جزءًا من الخدمات الحكومية الأساسية، نظرًا لقلة البدائل المتاحة. وإذا ما رغب الفرد في الظهور «خارج شبكة المراقبة» فإنه يضطر إلى استخدام مجموعة من التدابير المملة (مثل الدفع نقدًا فقط وعدم استخدام الهاتف المحمول) من أجل الحد من أثر بياناته. ورغم هذا فإن مثل هذه التكتيكات لن تؤدي إلا إلى التقليل فحسب من شأن البيانات التي يمكن جمعها لا إزالتها.